# Willemstadse veer
Het Willemstadse Veer is een veerdienst tussen Willemstad en Numansdorp, die bestond van ongeveer 1650 tot 1966.

## Geschiedenis
Het Willemstadse Veer vormde vanouds de verbinding tussen Willemstad en het in 1650 ontstane Numansdorp. Het veerrecht was in handen van de Prins van Oranje. Vanaf 1750 werd ook voorzien in een postdienst die van Willemstad via Bergen op Zoom naar Antwerpen ging. Bovendien werd Numansdorp vanaf 1797 voorzien van een regelmatige verbinding naar Rotterdam via Katendrecht.
Vanaf 1900 werd de veerdienst onderhouden door de Rotterdamsche Tramweg Maatschappij. Het stoomschip Numansdorp bleek echter te groot voor de tegenvallende aantallen passagiers, waarop de kleinere Willemstad werd ingezet. De dienst bleek onrendabel en werd in 1919 opgeheven. De bewoners van Willemstad protesteerden hiertegen en in 1920 kwam de veerdienst – nu met subsidie – weer in de vaart. Dit voetveer bleek echter voor het geleidelijk opkomende autoverkeer ongeschikt. Auto's moesten omrijden om via het Moerdijkse Veer in Zuid-Holland te geraken. In 1932 werden enkele boten van het Moerdijkse Veer tussen Willemstad en Numansdorp ingezet, maar toen in 1936 de verkeersbrug bij Moerdijk werd geopend, verminderde het aantal overgezette auto's sterk.
In 1940 was de oversteek gevaarlijk, daar de Duitsers mijnen hadden gelegd, maar op 13 november 1943 werden de veerboten Willemstad en Minister C. Lely door de geallieerden beschoten, waarbij 13 doden en 25 gewonden vielen. De veerdienst bleef echter bestaan tot 1966. Toen was de vaste oeververbinding via de Volkeraksluizen en de Haringvlietbrug een feit, en werd de veerdienst opgeheven.

## Fietspont Veerdienst Anna
Sinds 2010 vaart in de zomermaanden de Veerdienst Anna voor fietsers en voetgangers tussen Willemstad en Numansdorp.